# Arius van Tienhoven
Arius van Tienhoven (Gorinchem, 3 maggio 1886 – 8 settembre 1965) è stato un medico olandese.
Ha lavorato di chirurgo in Serbia durante la guerra dei Balcani e come capo del reparto di chirurgia ospedale militare di Valjevo durante la Prima guerra mondiale . In qualità di membro di una commissione d'inchiesta internazionale, ha partecipato a un'indagine crimini di guerra dell'esercito austro-ungarico in Serbia contro la popolazione civile.
Ha riportato la sua esperienza in articoli di giornale e nel libro De gruwelen van den oorlog in Servië | het dagboek van de oorlogs-chirurg Dr. A. van Tienhoven (in italiano "Gli orrori della guerra in Serbia | diario del chirurgo di guerra Dr. A. van Tienhoven"), ha nel 1915, scritto in collaborazione con il noto autore Marie Joseph Brusse.
Ha sposato Jacoba M. de Groote ( 25 marzo 1884 - 26 aprile 1965 ), una infermiera che aveva assistito nel suo lavoro di chirurgo di guerra. Sono sepolti insieme a Naarden.
Solo nel 2005 è stato tradotto in serbo l'opera di van Tienhoven. In suo onore si chiama , Arius , un centro di cooperazione scientifica e culturale tra serbi e olandesi.